# A67 road
Die A67 road (englisch für Straße A67) ist eine nur auf einem kurzen Abschnitt als Primary route ausgewiesene Fernverkehrsstraße in England, die in West-Ost-Richtung von der A6 road in Bowes abzweigend zur A19 route in Crathorne südlich von Middlesbrough führt. Die Straße ist heute von eher untergeordneter Bedeutung.

## Verlauf
Die Straße führt von Bowes, die A66 nach Ostnordosten verlassend, nach Barnard Castle. Dort zweigt die A688 road als Fortsetzung der Primary route ab, während die A67 als einfache Landstraße nach Osten führt, Piercebridge durchquert und den A1(M) motorway kreuzt, ohne einen Anschluss an diesen zu haben. Südwestlich von Darlington vereinigt sie sich mit der A66 und umgeht auf einem gemeinsamen Abschnitt mit dieser Darlington südlich, dieser Teil bildet wieder eine Primary route. Östlich von Darlington trennt sie sich wieder von der A66, führt am Teesside Airport vorbei, wendet sich bei Egglescliffe nach Süden und trifft zwischen Kirklevington und Crathorne auf die als dual carriageway ausgebaute A19 road, an der sie endet.